# Родниковая улица (Москва)
Роднико́вая улица (название 5 апреля 1988 года) — улица в Западном административном округе города Москвы на территории района Солнцево. Начинается от места схождения Производственной и Новопеределкинской улиц и продолжается до пересечения с Киевским шоссе, проходит над ним и заканчивается кольцевой развязкой. В районе дома № 22 справа к ней примыкает Староорловская улица. Нумерация домов начинается от Производственной улицы.
Альтернативная версия: Родниковая улица получила своё название согласно Решению Исполнительного комитета Московского городского Совета народных депутатов от 05 апреля 1988 года № 620 путем присвоения наименования проектируемому проезду № 5147. Согласно Постановлению Правительства Москвы от 20 апреля 2015 года № 211-ПП Родниковая улица расположена между Новопеределкинской улицей и Проектируемым проездом № 6662, на участке между Проектируемым проездом № 6662 и Киевским шоссе расположены Проектируемые проезды № 5147 и № 523.

## Происхождение названия
Улица появилась в 1966 году на территории посёлка Западный. Название получила в 1988 году по родникам в долине реки Сетунь, вдоль которой она проходит.

## Транспорт

### Метро
Саларьево

 Боровское шоссе

 Новопеределкино

 Солнцево

### Автобус
| 343: | Переделкино • Новопеределкино • Новопеределкино • Румянцево (←) • Тропарёво • Юго-Западная |
| 507: | Рассказовка • Новопеределкино • Новопеределкино • Саларьево                                |
| 734: | Саларьево • Новопеределкино • Солнцево • Солнечная                                         |

«→» — остановки проходятся только при движении в прямом направлении; «←» — остановки проходятся только при движении в обратном направлении.

### Железнодорожный транспорт
В середине улицы расположена платформа «Новопеределкино», относящаяся к ветке МЦД-4 Киевского направления МЖД.

## Примечательные здания и сооружения

### По нечётной стороне
- № 3 — электродепо «Солнцево».
- № 5, строение 1 — Юго-Западная водопроводная станция.
- № 7, строение 20 — ООО «Зет Транс».
- № 7Г — ООО «Мир намоточных станков».
- пос. Московский, кв-л 32, влад. 17А стр. 1, этаж 1 Кибермаркет Технопарк